# Triple saut masculin aux Jeux olympiques d'été de 1932
Pour un article plus général, voir Athlétisme aux Jeux olympiques d'été de 1932.
Navigation
Amsterdam 1928 Berlin 1936
L'épreuve du triple saut masculin aux Jeux olympiques de 1932 s'est déroulée le 4 août 1932 au Los Angeles Memorial Coliseum de Los Angeles, aux États-Unis. Elle est remportée par le Japonais Chūhei Nanbu.

## Résultats

### Finale
| Rang               | Athlète               | Pays       | Distance | Notes |
| ------------------ | --------------------- | ---------- | -------- | ----- |
| Médaille d'or      | Chūhei Nanbu          | Japon      | 15.72    | WR    |
| Médaille d'argent  | Erik Svensson         | Suède      | 15.32    |       |
| Médaille de bronze | Kenkichi Oshima       | Japon      | 15.12    |       |
| 4                  | Eamonn Fitzgerald     | Irlande    | 15.01    |       |
| 5                  | Willem Peters         | Pays-Bas   | 14.93    |       |
| 6                  | Sol Furth             | États-Unis | 14.88    |       |
| 7                  | Sid Bowman            | États-Unis | 14.87    |       |
| 8                  | Rolland Romero        | États-Unis | 14.85    |       |
| 9                  | Péter Bácsalmási      | Hongrie    | 14.33    |       |
| 10                 | Francesco Tabai       | Italie     | 14.29    |       |
| 11                 | Onni Rajasaari        | Finlande   | 14.20    |       |
| 12                 | Mikio Oda             | Japon      | 13.97    |       |
| 13                 | Nikolaos Papanikolaou | Grèce      | 13.92    |       |
| 14                 | Mehar Chand Dhawan    | Inde       | 13.66    |       |
| 15                 | Salvador Alanís       | Mexique    | 13.28    |       |
| -                  | Jack Portland         | Canada     |          | NM    |